# Домовая резьба

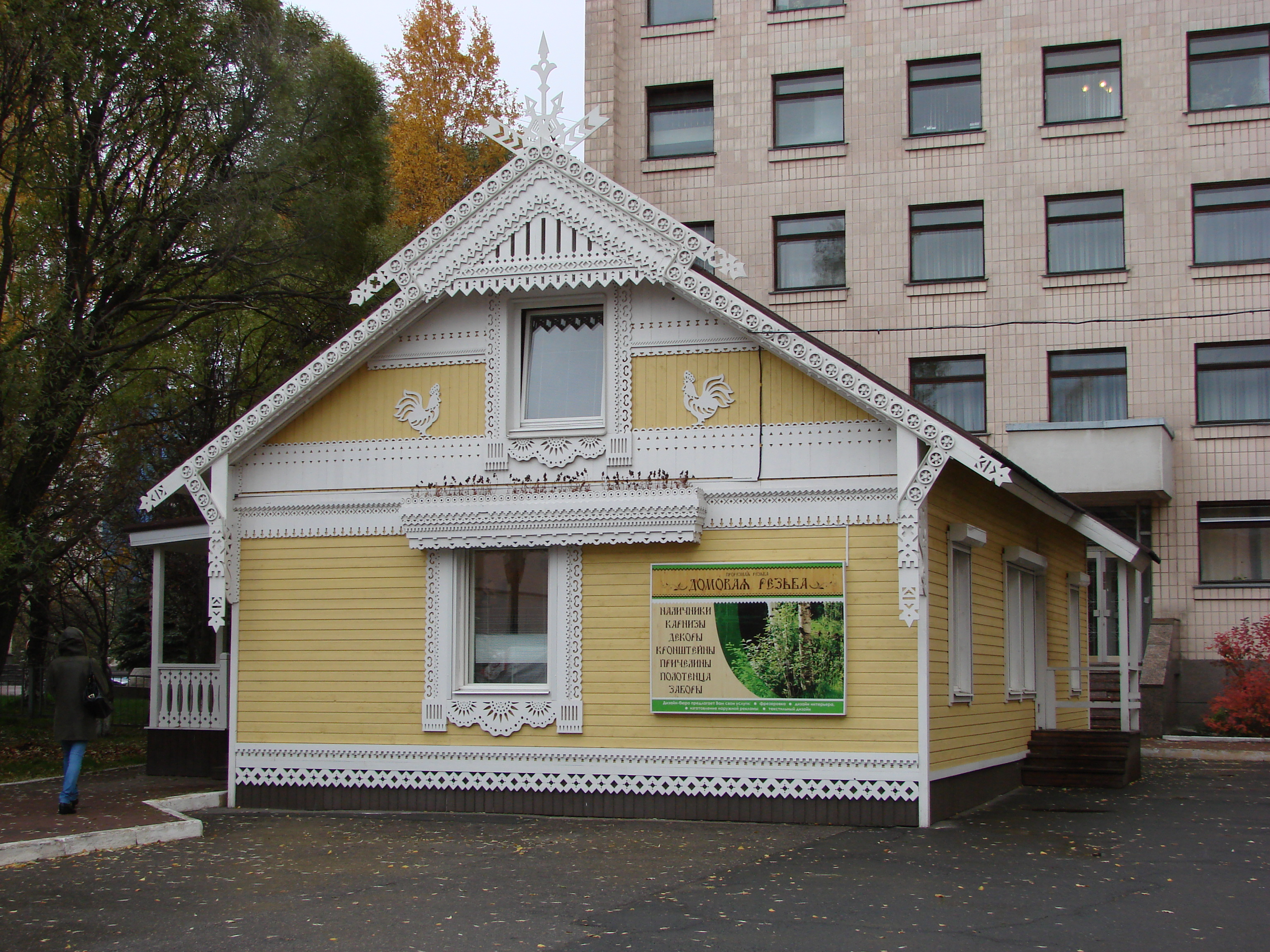
Домовая резьба на выставке-ярмарке «Свой дом»

Домо́вая резьба́ — метод украшения экстерьера дома посредством вырезания на внешних деревянных элементах разнообразных фигур и орнаментов.

## Элементы домовой резьбы
Большое распространение домовой резьбы на Руси объясняется исконными традициями деревянного зодчества. Резьбой украшались практически все накладные и выступающие элементы фасада дома: наличник, карниз, полотенца, балясины, столбы крыльца, кровли.

## Виды домовой резьбы

Фрагмент домовой резьбы

В домовой резьбе нашли применение практически все виды деревянной резьбы:
- прорезная
- накладная
- рельефная
- скульптурная

## Истоки домовой резьбы. Символика
Истоки домовой резьбы уходят своими корнями в глубокую древность.
В Древней Руси её, прежде всего использовали для привлечения могучих светлых сил чтобы защитить дом человека, его род, хозяйство от вторжения злых и тёмных начал. Тогда существовала целая система как символов, так и знаков, защищающих пространство крестьянского дома. Наиболее яркой частью жилища всегда были — карнизы, наличники, крыльцо.
Резной орнамент — набор наиболее устойчивых символов, знаков — так называемый «овеществлённый» миф. Символы эти, в глубоком прошлом, несли магико-заклинательную обережную функцию, которую Б. А. Рыбаков назвал «овеществлёнными заговорами», возникшими в недрах славянского язычества и перенесёнными через века в наши дни.
Домовой резьбой украшались крыльцо, наличники, карнизы, причелины. Простые геометрические мотивы — повторяющиеся ряды треугольников, полукружий, причелин с кистями обрамляющих «своды» — фронтоны двускатной крыши домов. Это древнейшие славянские символы дождя, небесной влаги, от которой зависело плодородие, а значит и жизнь земледельца. С небесной сферой связаны представления о Солнце, дающем тепло и свет. Знаками Солнца являются солярные символы, обозначающие дневной путь светила.
Особенно важным и интересным был образный мир наличников окон. Сами окна в представлении о доме — являются пограничной зоной между миром внутри жилища и иным, природным, зачастую неизвестным, окружающим дом со всех сторон. Верхняя часть наличника обозначала — небесный мир, на ней изображались символы Солнца. На сводчатых очельях присутствовали символы зооморфные (змеи с растительными изогнутыми телами, величавые птицы с поднятыми крыльями и пышными хвостами), фитоморфные (стебли, ростки, цветы) и освящённые солярными крестами и розетками.